# Helles

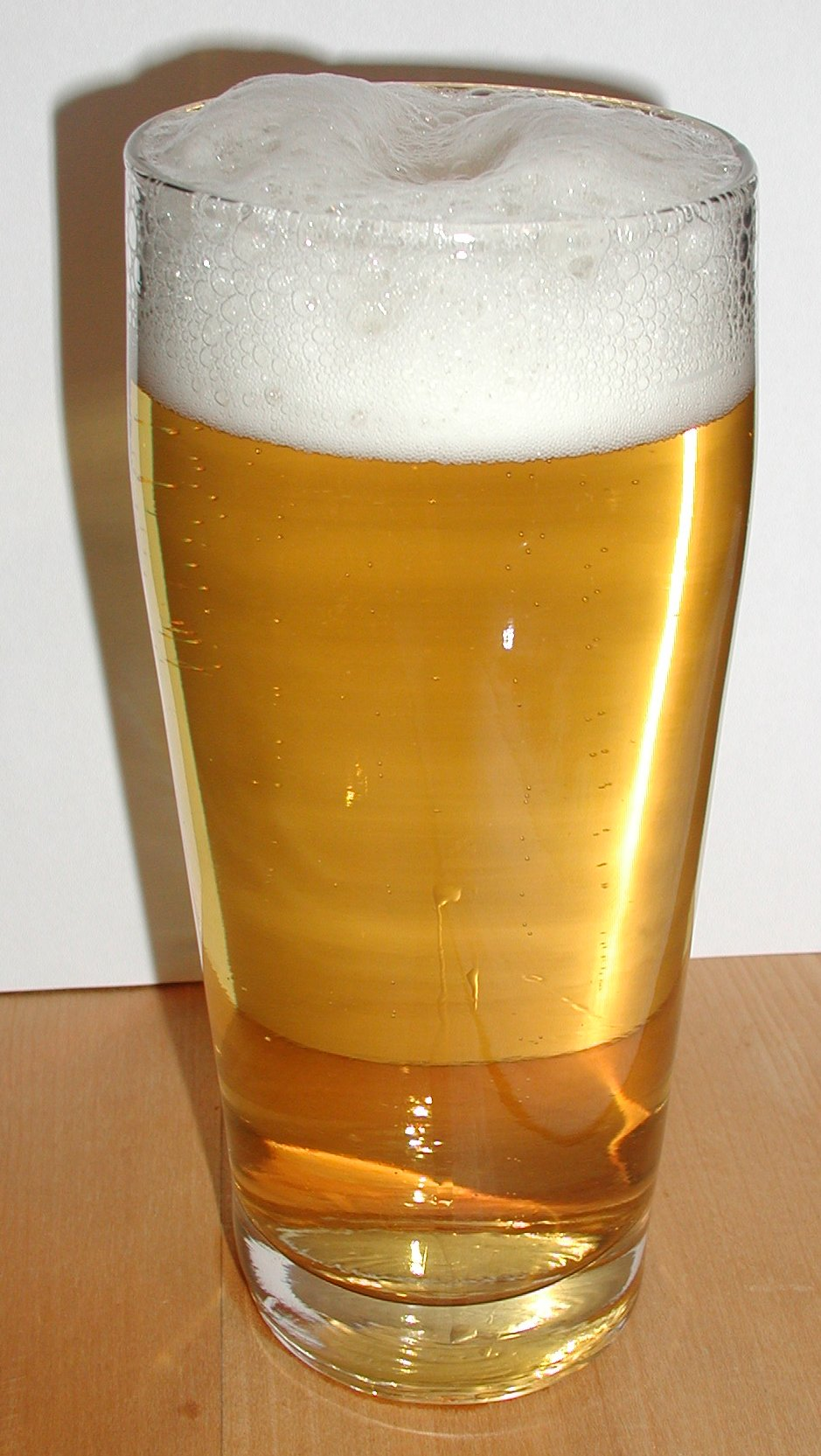
Une Helles dans un verre.

La Helles (en allemand clair) est un type de bière blonde allemande de fermentation basse (donc classée comme lager) brassée en Bavière. Elle titre entre 4,5 et 6 % d'alcool.
La Helles a une densité primitive de moût de 11 à 13 %.
Son goût est proche de celui des bières de type  pils mais moins houblonné et plus malté.

## Notes et références

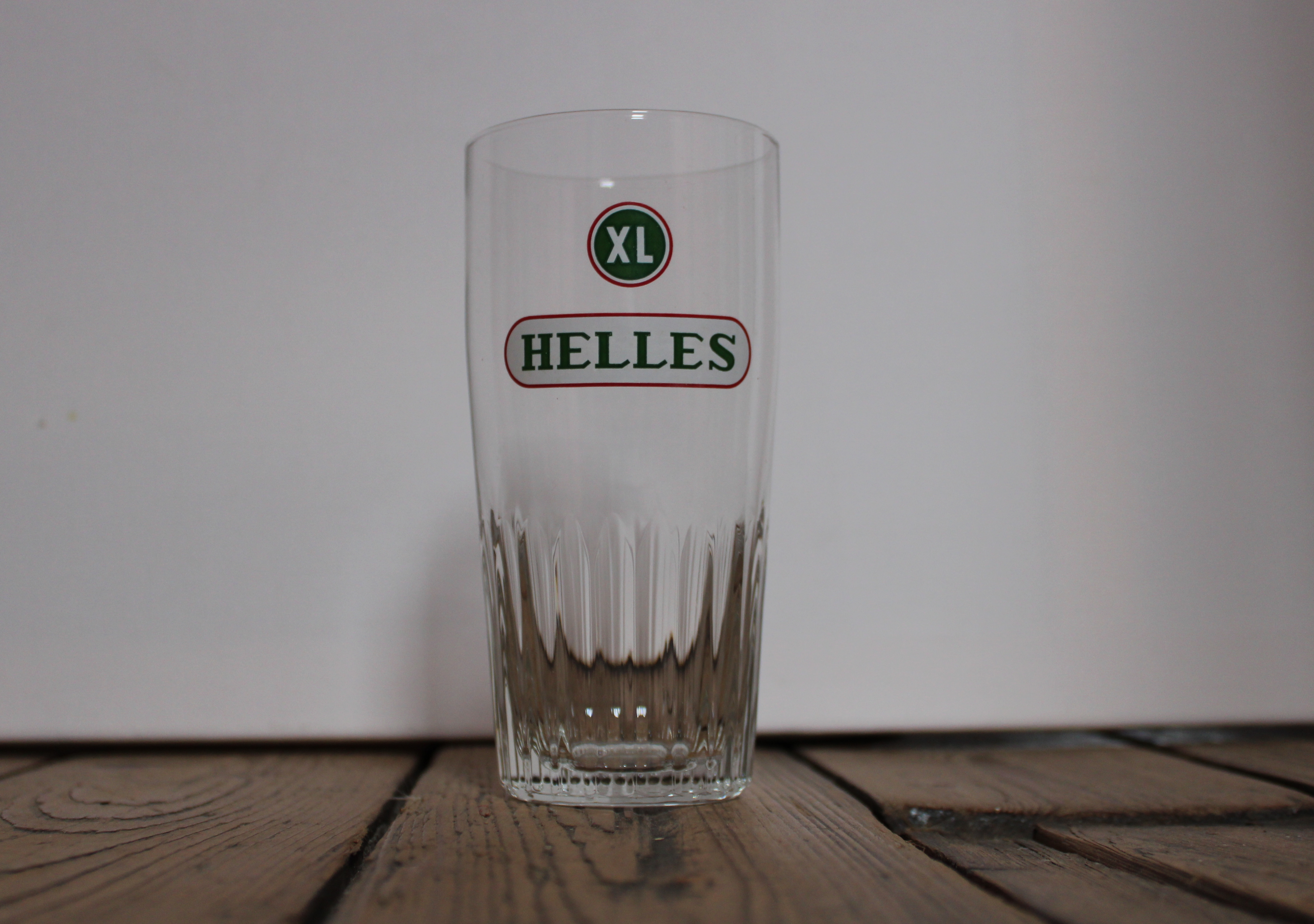
Vieux verre à bière Helles XL.